# Соколаевка
Соколаевка — деревня в Свердловском районе Орловской области. Входит в состав Яковлевского сельского поселения.

## География
Деревня расположена на берегу реки Оптуха. 
Уличная сеть представлена одним объектом: Луговая улица. 
Географическое положение: в 8 километрах от районного центра — посёлка городского типа Змиёвка, в 32 километрах от областного центра — города Орёл и в 346 километрах от столицы — Москвы.

## Население
| 2010 |
| ---- |
| 22   |